# Teatro Giuseppe Garibaldi
Il Teatro Giuseppe Garibaldi è un teatro situato a San Piero in Bagno, frazione del comune di Bagno di Romagna, nella provincia di Forlì-Cesena.

## Storia
Dalla "Decima granducale" del 1765 conservata presso l'archivio storico di Firenze si ricava l'esistenza, in quella data, di un Teatro a San Piero "con palco per le recite e stanza di sotto et platea per udienze, con scenario e suoi resedi". Era di proprietà di un'accademia che, da un poemetto locale inedito del 1704, sappiamo chiamarsi "Accademia degli Ardenti": la proprietà privata dunque lasciò traccia di sé solo nelle tasse che annualmente pagava all'erario di Firenze. Da Stradari del 1785 presenti nell'archivio storico comunale di Bagno di Romagna sappiamo che il vecchio teatro era ubicato nell'allora via della Posta (attuale via del Teatro). Il Repetti, nel Dizionario geografico fisico e storico della Toscana edito a Firenze nel 1833-1843, alla voce "San Piero in Bagno", lo ricorda, come pure il Mini.
Poco o nulla si sa anche dell'attività dell'Accademia degli Ardenti: dal poemetto inedito La Sampieraide di Girolamo Maria Volpini del 1704 si apprende solo che fu fondata da Agostino Fabbri che vi rappresentava le sue composizioni.
 

Nel 1886 è registrato che il Teatro era di proprietà del Circolo Popolare Sampierano, che l'aveva recentemente restaurato "sia per ragioni d'estetica che per le guarentigie di stabilità e sicurezza"; in particolare: 
Un altro documento del 1897 ci informa come il "balcone o loggiato" fosse diviso "in due piani; il primo sorretto da 4 colonnette di pietra sulle quali posa l'intelaiatura del pavimento del loggiato" illuminato da due finestre. Nel marzo del 1900 la "Società di mutuo soccorso tra gli operai ed artigiani di San Piero, fondata nel 1866 ed una delle più attive del Circondario di Rocca San Casciano, acquistò il teatro dagli ultimi "accademici", tra cui la nobil signora Teresa Spighi Rivalta. L'archivio di tale Società, in parte recuperato, fornisce alcune informazioni, pur incomplete: annesso allo stabile vi era pure la residenza del custode e che il teatro, nonostante i lavori precedenti, non era in buone condizioni e su di esso gravava "un legato di culto" alla Parrocchia di San Piero. 
Agli inizi del 1901 terminarono i primi interventi: racconciatura del tetto, imbiancatura, rifacimento conci di porte e finestre, bussole e infissi. Nel 1904 è ancora chiuso per altri interventi indicati dalla Commissione di Vigilanza sui pubblici locali, che però concede, non avendo ancora steso la perizia definitiva, solo permessi per "feste da ballo in forma privata" per il carnevale del 1905. In quell'anno, da un verbale della Commissione di vigilanza apprendiamo che "il locale in parola non è un Teatro vero e proprio ma una semplice sala teatrale ad uso di spettacoli, spoglia di suppellettili, di tendaggi, di mobilio e di apparati scenici". Contrariamente ad una perizia del 1904, la Commissione sostiene che "il loggione ricorrente al principio della platea" è alquanto sicuro essendo "fatto di tutto materiale e sostenuto da solidissime colonne in pietra nonché da due grosse muraglie che ne assicurano l'assoluta stabilità. Inoltre la "bocca d'opera è stata completamente ricostruita in muratura ampliando la sala e aprendo due porte che a mezzo di scalette laterali mettono in comoda e diretta comunicazione la platea col palcoscenico". Nel locale non c'è alcun sistema d'illuminazione in attesa che sia compiuta la rete elettrica in corso di costruzione. 
Nel 1907 vengono collocate sui due ingressi di via Cavour le lapidi con la scritta "Teatro Garibaldi" e "Società Operaia", ordinate alla ditta Poerio Castellucci di Arezzo. Il teatro, intestato a Giuseppe Garibaldi, presidente onorario del sodalizio, divenne subito luogo di rappresentazioni e spettacoli: il 18 settembre 1903 vi è una "rappresentazione di Cinematografo", il marionettista Bruto Pedua vi si ferma a lungo più volte (1907 e 1914), come la Compagnia "Arte e Diletto" di Santa Sofia o Romeo Montanari, altro marionettista di Bologna. Sono piccoli spettacoli, compagnie del circondario, attori singoli che propongono "dizione d'autori italiani e dialettali" (e che forse stanno a testimoniare la scarsa capienza del palcoscenico e del teatro). Per cui le attività preminenti, e che forniscono congrue entrate alla Società Operaia, sono le feste da ballo, i veglioni carnevaleschi, l'esibizione della locale filarmonica, le tombole, i saggi finali delle scuole. 
I terremoti dell'Appennino forlivese del novembre 1918, che tanti danni fecero al paese, ridussero il teatro "alle sole mura, per miracolo in piedi". Dopo un periodo di scoramento in cui si pensa di trasformare quelle mura in case popolari, nel 1920 si formò una Commissione incaricata di trovare i soldi necessari alla ristrutturazione del teatro: sottoscrizioni, fondi dal Corpo reale del Genio civile per il servizio del terremoto tosco-romagnolo, tombole. 
Nel 1923 la Cooperativa di Lavoro, nata da una costola della Società Operaia, ultimò i lavori. Sulla nuova struttura interna non c'è documentazione: solo alcuni anziani ricordano un palcoscenico e una platea, con due ordini di palchi a semicerchio o a ferro di cavallo. Quello inferiore, più grande e lungo, partiva quasi a ridosso del palcoscenico e nella parte centrale era sostenuto da colonnine in ghisa rivestite di gesso od altro materiale simile. Il secondo palco, detto pomposamente "loggione", posava sul precedente con altre colonnine simili ma era più piccolo e corto. Entrambi erano aperti e bordati da una ringhiera in ferro battuto o ghisa molto lavorata. Nei pochi documenti ritrovati su tali lavori dal 1923 al 1926, si accenna a decorazioni con le quali si voleva ornare il "teatrino": vengono presi contatti con la ditta "Giuseppe Fattini e C. - Pittori e decoratori fiorentini", di un concittadino che abita a Conegliano, per "sopra la bocca d'opera rappresentare in stucco la figura di Garibaldi sorretta da Vittorie alate, simbolo d'ogni vittoria e d'arte". Il bozzetto fu commissionato al professor Bruno Mazzoni di Forlì, ma poi non se ne fece nulla, forse per motivi economici. 
Successivamente è il dottor Giuseppe Zaghi della "scuola d'arte applicata" di Modigliana ad essere incaricato di decorazioni "in gesso e stampi". Il pittore Armando Spadini, che spesso veniva a San Piero ove aveva sposato Pasqualina Cervone, negli ultimi anni della sua vita (morì nel 1925) dipinse, usando una scopa, un fondale per uno spettacolo della Filodrammatica. Dopo tale ristrutturazione il teatrino (200 posti a sedere, buffet e guardaroba) decollò definitivamente: ora da ogni parte d'Italia capocomici e compagnie drammatiche inviavano proposte di spettacoli e repertori, giunti fino a noi per documentare la significativa presenza dell'attività teatrale: la troupe italiana di prosa e canto di Vittorio Fanelli di Ozzano Taro (Parma), venne varie volte con pianista, suggeritore, macchinista, trovarobe e con un ampio repertorio di canti, canzonette, arie d'opera, duetti, commedie brillanti; la Compagnia Drammatica della Città di Firenze, la Compagnia Drammatica del teatro veneto di A. Mazzetti, la Filodrammatica Ermete Novelli di Cesena, la Prima Compagnia italiana di prosa D'Origlia - Palmi, la Compagnia drammatica di stato diretta da Armando Patroni, e altre compagnie proposero un classico repertorio di drammoni popolari e commedie in costume. Nel 1923 Spallicci portò i suoi canterini e c'è chi ricorda anche uno spettacolo di Totò. 
Dai primissimi anni 1930 è il cinematografo, che prima aveva fatto sporadiche apparizioni, a prendere il sopravvento: lo testimoniano i contratti, numerosissimi, di noleggio di pellicole dall'Istituto Luce, dalla Nova-film, dalla Metro Goldwyn Mayer (che ha lo slogan "Nomi squillanti, danari sonanti"), i borderò ed un registro "Gestione cinema". Un complessino suonava per le strade ad annunciare ed invitare al cinema. La ditta "Bettandi & Baiocchi" di Firenze nel 1939 installò un nuovo macchinario per proiezioni. 
Nel corso degli anni nel teatro si sono tenuti conferenze, dibattiti, adunate e saggi. Altre notizie sul teatro e sull'attività, dal 1926 al primo dopoguerra, si potrebbero ricavare spulciando la marea di articoli scritti da Umberto Console, corrispondente locale di vari quotidiani e riviste. 
Nel 1953, anche per il venir meno della Società Operaia, il teatro venne ristrutturato nella forma attuale: via i due ordini di palchi e spazio ad una galleria in cemento armato. Concesso in gestione pluriennale, funzionò essenzialmente come cinema fino alla sua definitiva chiusura. 
Lo stabile, rimasto a lungo abbandonato, fatiscente e pericolante, è stato donato dagli ultimi Soci della Società Operaia al Comune di Bagno di Romagna, che nel 1998 ne ha avviato il recupero. I lavori di restauro, conclusi nel febbraio 2001, grazie anche al contributo del Parco nazionale delle Foreste Casentinesi, Monte Falterona e Campigna, a Romagna Acque S.p.a. e alla Comunità Europea, hanno consentito di restituire alla popolazione una sala dotata di palcoscenico e con vani accessori, versatile e polivalente, atta ad ospitare spettacoli di prosa, concerti, cineforum, nonché attività congressuale. 

## Teatro dei Ravviati
È andato perduto invece il vicino Teatro dei Ravviati di Bagno di Romagna, le cui origini risalivano al XVIII secolo. Sito in prossimità delle Terme di Sant'Agnese, fu fondato da alcuni facoltosi possidenti locali riuniti nell'Accademia dei Ravviati e la sua esistenza è attestata precedentemente al 1774. Ristrutturato completamente a metà dell'Ottocento ebbe una vivace attività teatrale, anche grazie alla presenza dei rinomati bagni termali. Nel 1963, dopo essere stato ceduto alle Terme vicine fu abbattuto per consentire l'ampliamento di queste ultime, nonostante fossero stati espressi i vincoli di tutela del patrimonio artistico e ambientale dall'autorità competente.